# اروینگ گلسبرگ
اروینگ گلسبرگ (انگلیسی: Irving Glassberg؛ ۱۹ اکتبر ۱۹۰۶ – ۹ سپتامبر ۱۹۵۸) فیلم‌بردار اهل لهستان-ایالات متحده آمریکا بود.

## بخشی از فیلمشناسی
- قمارباز میسیسیپی (۱۹۵۳)
- خم رودخانه (۱۹۵۲)
- فت من (۱۹۵۱)
- بیرون دیوار (۱۹۵۰)
- شمشیر در صحرا (۱۹۴۹)
- سرقت (فیلم ۱۹۴۸) (۱۹۴۸)
- تار عنکبوت (فیلم ۱۹۴۷) (۱۹۴۷)